# Кондратьєвська (Тотемський район)
Кондра́тьєвська (рос. Кондратьевская) — присілок у складі Тотемського району Вологодської області, Росія. Входить до складу Мосеєвського сільського поселення.

## Населення
Населення — 6 осіб (2010; 12 у 2002).
Національний склад (станом на 2002 рік):
- росіяни — 100 %